# Friedrich Flad
Friedrich Ferdinand Max Ernst Adam Flad (* 3. Juli 1869 in Adelsheim; † 5. Dezember 1947) war ein deutscher Reichsgerichtsrat.

## Leben
Er war der Sohn eines evangelischen Stadtdirektors. 1891 trat er in den Staatsdienst ein. 1896 wurde er Sekretär beim Sekretariat des badischen Justizministeriums. 1897 wurde er Amtsrichter am Amtsgericht Bühl, 1899 Landgerichtsassessor beim Landgericht Karlsruhe, 1901 Landgerichtsrat beim LG Karlsruhe, 1906 Hilfsrichter beim OLG Karlsruhe, 1910 dann schließlich Oberlandesgerichtsrat. Im selben Jahr wurde er Hilfsrichter beim Reichsgericht und auch 1914 Reichsgerichtsrat. Er war zunächst im VI. Zivilsenat tätig. Am 1. Dezember 1923 kam er in den V. Zivilsenat. 1924 bis 1928 war er Mitglied des Wahlprüfungsausschusses des Reichstags. 1927 wurde er zum Senatspräsidenten des VI. Zivilsenats ernannt. Er trat am 1. Januar 1937 in den Ruhestand.